# خار نشیمنگاهی
خار نشیمنگاهی (به انگلیسی: Ischial spine) یا خار ایسکیال بخشی از مرز پشتی بدن در ناحیه میان استخوان نشیمنگاهی و استخوان لگن خاصره است. این خار یک برجستگی سه‌گوش نازک و نوک‌تیز است که در افراد گوناگون کم و بیش کشیده است.

## ساختار
| بخش        | پیوست                                                   |
| ---------- | ------------------------------------------------------- |
| سطح بیرونی | ماهیچه‌های دوقلو                                         |
| سطح درونی  | ماهیچه دنبالچه‌ای، ماهیچه بالابرنده مقعد، نیام لگن خاصره |
| سطح نوک‌تیز | رباط خاجی-خاری                                          |

عصب زهاری (پودندال) در نزدیکی خار نشیمنگاهی گذر می‌کند.

## اهمیت بالینی
خار نشیمنگاهی می‌تواند به عنوان یک نقطه عطف در بی‌حسی پودندال عمل کند، زیرا عصب زهاری (پودندال) در نزدیکی خار نشیمنگاهی جای دارد.

## نگارخانه

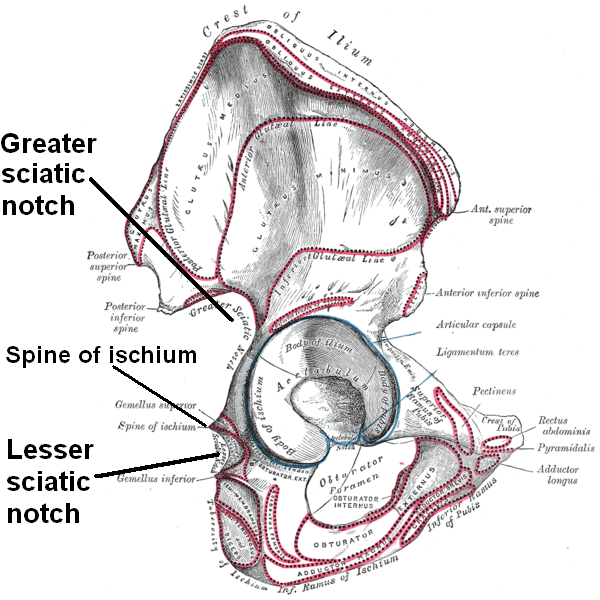
استخوان ران راست از نمای سطح بیرونی، که شیارهای سیاتیک بزرگ و کوچک را نشان می‌دهد و توسط خار نشیمنگاهی جدا می‌شوند
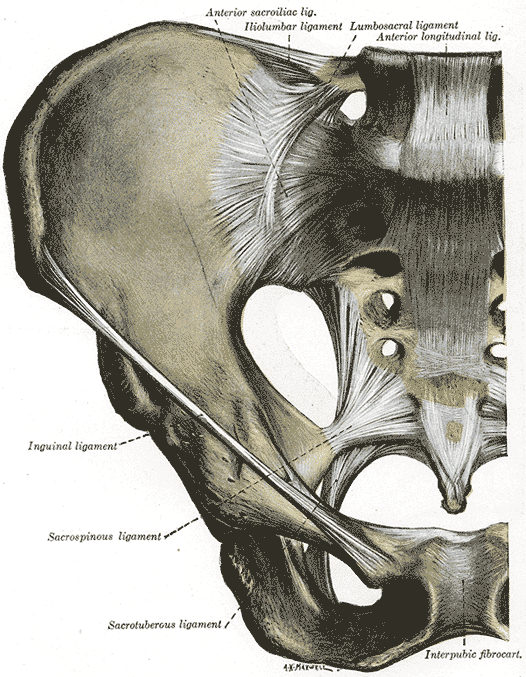
مفاصل لگن از نمای قدامی
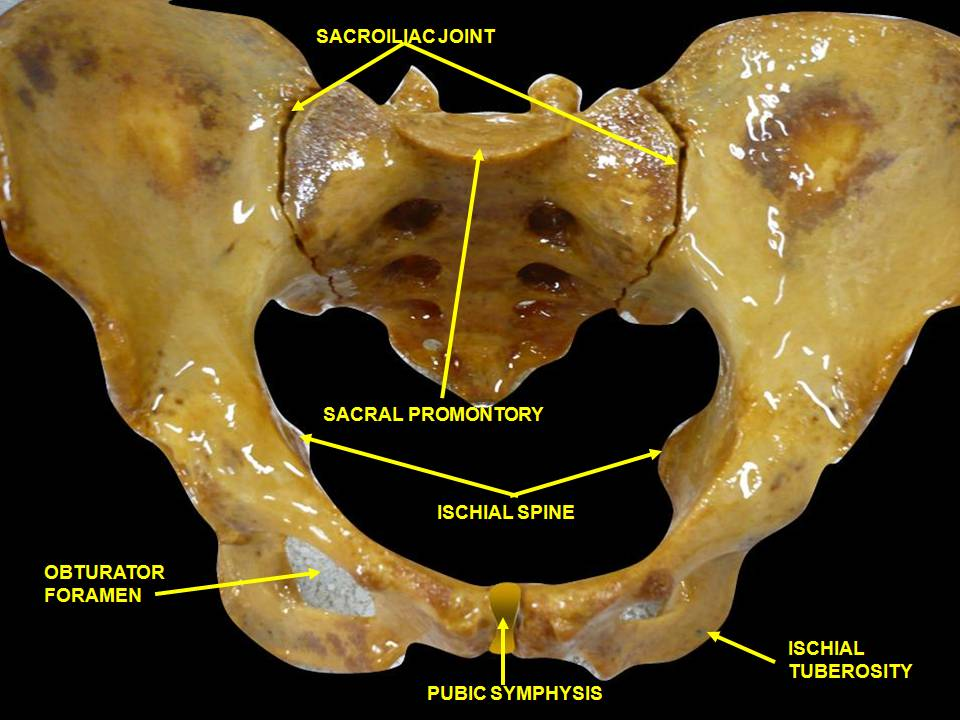
نمای قدامی لگن خاصره